# Kendall/MIT (MBTA-Station)
Kendall/MIT ist der Name einer U-Bahn-Station der Massachusetts Bay Transportation Authority (MBTA) in Cambridge im Bundesstaat Massachusetts der Vereinigten Staaten. Sie bietet am namensgebenden Kendall Square Zugang zur Linie Red Line. In östlicher Fahrtrichtung kommen die Züge direkt hinter der Station an die Oberfläche, um auf der Longfellow Bridge den Charles River zu überqueren.

## Geschichte
Vom frühen 20. Jahrhundert bis in die 1970er Jahre hinein betrieb die MBTA am Kendall Square ein Maschinenhaus mit einem Umformer, bestehend aus jeweils einem Wechselspannungsmotor, Schwungrad und Gleichstromgenerator. Der Wechselspannungsmotor wurde von der eingehenden Wechselspannung angetrieben und der Gleichstromgenerator lieferte eine Gleichspannung von 600 Volt für die Versorgung der Stromschienen. Das Schwungrad diente dazu, Lastschwankungen auszugleichen. Dieser im Aufbau große Umformersatz wurde mit dem Aufkommen von kompakten halbleiterbasierten Gleichrichtern überflüssig und wurde nach dem Abriss durch ein Bürogebäude ersetzt. 
Die Station Kendall/MIT wurde gemeinsam mit den Stationen Park Street, Central und Harvard im März 1912 eröffnet.

## Bahnanlagen

### Gleis-, Signal- und Sicherungsanlagen
Der U-Bahnhof verfügt über zwei Gleise, die über zwei Seitenbahnsteige zugänglich sind. Es gibt allerdings kein Zwischengeschoss, so dass die Bahnsteige nicht direkt miteinander verbunden sind – wer an der Station die Fahrtrichtung wechseln möchte, muss sie zunächst verlassen und sogleich wieder betreten, was neben dem längeren Weg auch die Notwendigkeit zur erneuten Lösung eines Fahrscheins bedeutet.

### Gebäude
Der U-Bahnhof befindet sich am Kendall Square an der Kreuzung von Main Street, Broadway und Third Street. Er ist vollständig barrierefrei zugänglich. 
Innerhalb des Stationsgebäudes befindet sich das von Paul Matisse im Zeitraum von 1986 bis 1988 installierte Kunstwerk Kendall Band. Das Werk besteht aus den drei interaktiven Teilen „Pythagoras“, „Kepler“ und „Galileo“, die von jedem Interessierten über entsprechende Hebel in Aktion versetzt werden können.

## Umfeld
An der Station besteht eine Anbindung an vier Buslinien der MBTA, zusätzlich stehen 58 Abstellplätze für Fahrräder zur Verfügung. In der unmittelbaren Umgebung befinden sich die Longfellow Bridge, der Charles River Bike Path entlang des Memorial Drive sowie das Massachusetts Institute of Technology.